# مونته لاپیانو
مونته لاپیانو (به ایتالیایی: Montelapiano) یک کومونه در ایتالیا است که در استان کییتی واقع شده‌است.

## خصوصیات
مونته لاپیانو ۸ کیلومترمربع مساحت و ۸۸ نفر جمعیت دارد و ۷۴۰ متر بالاتر از سطح دریا واقع شده‌است.